# Падангпанджанг
Падангпанджанг, также Паданг-Панджанг (индон. Padang Panjang) — город в Индонезии, входит в состав провинции Западная Суматра. Территория города выделена в самостоятельную административную единицу — муниципалитет.

## Географическое положение
Город находится в центральной части провинции, на западе острова Суматра, поблизости от вулканов Сингаланг, Тандикат и Мерапи. Абсолютная высота — 943 метра над уровнем моря.

Падангпанджанг расположен на расстоянии приблизительно 45 километров к северо-северо-востоку (NNE) от Паданга, административного центра провинции.

## Административное деление
Территория муниципалитета Падангпанджанг подразделяется на два района (kecamatan), которые в свою очередь делятся на 16 сельских поселений (kelurahan). Общая площадь муниципалитета — 23 км².

## Население
По данным официальной переписи 2010 года, население составляло 44 787 человек.
Динамика численности населения города по годам:
| 1990   | 2000   | 2005   | 2010   | 2012   |
| ------ | ------ | ------ | ------ | ------ |
| 32 104 | 39 399 | 39 694 | 44 787 | 45 794 |

В национальном составе преобладают представители народности минангкабау, также представлены яванцы и китайцы.

## Транспорт
Ближайший аэропорт расположен в городе Паданг.

## Известные люди
- Город - родина известного индонезийского поэта Риваи Апина